# Museo Arqueológico de Uşak
El Museo Arqueológico de Uşak (en turco Uşak Arkeoloji Müzesi) es uno de los museos arqueológicos de Turquía. Está ubicado en la ciudad de Uşak, situada en la provincia de su mismo nombre.

## Historia
El origen de la idea de la formación del museo puede situarse en 1966. Fue construido entre 1967 y 1969 e inaugurado en 1970. En 2018 se trasladó a un nuevo edificio. Además de las salas de exposiciones, el museo cuenta con un área educativa para niños, sala de conferencias y biblioteca.

## Colecciones
El museo contiene una colección de objetos arqueológicos que abarca los periodos paleolítico, Edad del Bronce, frigio, lidio, helenístico, romano y bizantino.
La exposición está dividida en varias secciones: una de ellas alberga los objetos arqueológicos hallados en el área de Uşak; otra está dedicada a la historia de la moneda, dado que fue en el antiguo reino de Lidia donde la tradición sitúa el origen de las primeras monedas; una tercera se centra en la arqueología del periodo lidio y el denominado tesoro de Karun; y, por otra parte, hay una sección dedicada a la etnografía, con prendas de vestir, armas y objetos de la vida cotidiana. 
El tesoro de Karun, cuya cronología se estima en torno a la segunda mitad del siglo VI a. C., está compuesto por objetos de diversos materiales, incluidos oro y plata, procedentes de los túmulos de İkiztepe, Aktepe, Toptepe, Basmacı y Harta. La mayor parte de estos objetos salieron del país ilegalmente en los años 60 y, tras pertenecer al Museo Metropolitano de Arte de Nueva York, fueron devueltos a Turquía en 1993. Una de las piezas más destacadas de este tesoro es un broche con la figura de un caballo de mar alado.
Otros objetos conservados en el museo son figurillas de ídolos, recipientes de cerámica, herramientas, lámparas, objetos de vidrio, estelas funerarias, inscripciones y esculturas. Algunos de ellos proceden de las antiguas ciudades de Blaundo, Acmonia y Sebaste.
|                                             |
| Brazalete de oro, parte del tesoro de Karun |

|                 |
| Enócoe de plata |

|                                                   |
| Pintura procedente del túmulo funerario de Aktepe |

|                                |
| Sector del museo al aire libre |